# Spokeplas
De Spokeplas (Stellingwerfs en officieel: Spoekeplas) is een recreatieplas in de Friese gemeente Weststellingwerf.
Het meer is ongeveer vijf ha groot en het ligt in het recreatiegebied Spokedam, ten zuidwesten van Noordwolde. De Spokeplas is ontstaan door zandafgraving na ruilverkaveling en wordt beheerd door Staatsbosbeheer.